# نزدک اروپا
نزدک اروپا (انگلیسی: Nasdaq Europe) بازار بورس اوراق بهادار نروژی است، که در سال ۱۹۹۶ تأسیس شد.